# Nicola Coughlan
Nicola Mary Coughlan (Galway, 9 gennaio 1987) è un'attrice irlandese.

## Biografia

### Primi anni
Nata a Galway, Irlanda, la Coughlan è cresciuta a Oranmore, ha un fratello e una sorella maggiori ed ha maturato l'interesse per la recitazione in giovane età. Dopo aver frequentato lo Scoil Mhuire per la scuola primaria e il Calasanctius College per la scuola secondaria, ha studiato sia alla Oxford School of Drama che alla Birmingham School of Acting per poi conseguire una laurea in lingua inglese e civiltà classica presso l'Università Nazionale d'Irlanda.

### Carriera
Nel 1997, all'età di 10 anni, ha un ruolo non accreditato nel film thriller d'azione My Brother’s War, mentre attorno al 2004 intraprende la carriera di attrice, partecipando al cortometraggio comico di Tom Collins The Phantom Cnut e prestando la voce in vari cartoni animati. Ad un certo punto, a causa di difficoltà finanziarie, Coughlan dovette tornare in Irlanda, durante tale periodo ha sofferto di depressione e la sua famiglia l'ha aiutata durante l'intero processo. Dopo aver lavorato part-time presso un ottico a Galway, ha risposto a un casting aperto per Jess and Joe Forever all'Old Vic di Londra, ottenendo il ruolo principale e debuttando a settembre 2016 prima di iniziare una tournée nazionale.
Nel 2018 ottiene la parte di Hannah Dalton in Harlots e soprattutto di Clare Devlin in Derry Girls, sitcom di Channel 4 che le conferisce fama internazionale. Nello stesso anno avviene inoltre il suo debutto nel West End, al Donmar Warehouse, con Gli anni fulgenti di Miss Brodie, venendo definita dalla rivista Evening Standard "una delle stelle nascenti del 2018".
Nel 2019 entra a far parte del cast della serie di ShondaLand Bridgerton, distribuita da Netflix l'anno successivo; nel suddetto dramma storico, tratto dall'omonima serie letteraria di Julia Quinn, la Coughlan interpreta il ruolo di Penelope Featherington, una refrattaria debuttante figlia minore di una famiglia di nuovi ricchi nella Londra dell'Età della Reggenza.
Per il Capodanno 2020 ha preso parte a un episodio speciale di The Great British Bake Off assieme ad altri membri del cast di Derry Girls, mentre il 26 giugno dello stesso anno, la Coughlan e le co-star della serie hanno eseguito uno sketch con Saoirse Ronan per lo speciale di raccolta fondi di RTÉ RTÉ Does Comic Relief, i cui proventi sono andati a favore delle persone colpite dalla pandemia di COVID-19.

## Attivismo
Nel 2018, mentre Nicola Coughlan appariva sul palco ne Gli anni fulgenti di Miss Brodie al Donmar Warehouse di Londra, ha scritto un pezzo per il Guardian denunciando il controllo ingiusto fatto sui corpi delle donne dalla critica teatrale. L'anno successivo, ha fatto nuovamente notizia per aver confutato il commento del Daily Mirror ai British Academy Television Awards 2019 che ha definito il suo aspetto: "Non il più lusinghiero", portandola a twittare "Intendo dire, sbagliato @DailyMirror sono favolosa, mi spiace". Nel luglio 2020, ha venduto all'asta un vestito di Alex Perry per 5.000€ che ha donato al Laura Lynn Hospice, un ospizio per bambini irlandese che fornisce servizi specialistici di cure palliative e di supporto.
Nel febbraio 2019, 28 donne imbraccianti delle valigie e guidate da Nicola Coughlan hanno attraversato il Westminster Bridge di Londra per chiedere la depenalizzazione dell'aborto in Irlanda del Nord, in rappresentanza del numero stimato di donne che ogni settimana deve recarsi in Inghilterra per accedere all'aborto.

## Vita privata
Nicola Coughlan vive a Londra ed è una fervente sostenitrice del Partito Laburista. In occasione delle elezioni generali del 2019, ha twittato il suo sostegno al partito, ha incoraggiato le persone a registrarsi per votare, criticando apertamente l'ufficio stampa conservatore definendo "così sinistro" il fatto che avessero cambiato il loro nome su Twitter in factcheck UK durante un dibattito elettorale.

## Filmografia

### Attrice

#### Cinema
- The Phantom Cnut, regia di Tom Collins - cortometraggio (2004)
- Svengali, regia di John Hardwick (2013)
- Barbie, regia di Greta Gerwig (2023)

#### Televisione
- Doctors – serial TV, puntata 13x212 (2012)
- Harlots - serie TV, 7 episodi (2018)
- Derry Girls - serie TV, 19 episodi (2018-2022)
- Bridgerton - serie TV, 24 episodi (2020-in corso)
- Big Mood - serie TV, 6 episodi (2024-in corso)
- Doctor Who - serie TV, episodio speciale Joy to the World (2024)

### Doppiatrice
- The Fairytaler - serie animata, 6 episodi (2004-2005)
- Summer of the Flying Saucer - film d'animazione (2008)
- Simsalagrimm (Simsala Grimm II: The Adventures of Yoyo and Doc Croc) - serie animata, 51 episodi (2010)
- Thor: Legend of the Magical Hammer (Hetjur Valhallar - Þór) - film d'animazione (2011)
- Gummi T (Ivan the Incredible) - film d'animazione (2012)

## Teatro
- Chapel Street di Luke Barnes, regia di Bryony Shanahan. Scrawl Theatre di Londra (2013)
- Duck, scritto e diretto da Stella Feehily. Out of Joint Theatre di Londra (2014)
- Nadya di Chris Jury, regia di Sarah Meadows. Park Theatre di Londra (2015)
- Jess and Joe Forever di Zoe Cooper, regia di Derek Bond. Orange Tree Theatre di Londra (2016)
- The Prime of Miss Jean Brodie, adattamento di David Harrower, regia di Polly Findlay. Donmar Warehouse di Londra (2018)

## Riconoscimenti
- The Stage Ones to Watch
  - 2011 – Artista da tenere d'occhio[21]

- Off West End Awards
  - 2017 – Candidatura come miglior attrice in uno spettacolo teatrale per Jess and Joe Forever[2]

- Evening Standard Magazine Rising Stars
  - 2018 – Stella nascente per Gli anni fulgenti di Miss Brodie[11]

## Doppiatrici italiane
Nelle versioni in italiano delle opere in cui ha recitato, Nicola Coughlan è stata doppiata da:
- Federica D'Angelis in Bridgerton
- Emanuela Ionica in Doctor Who